# Two World Trade Center
Cet article concerne un gratte-ciel de New York. Pour les autres bâtiments, voir World Trade Center (homonymie).
200 Greenwich Street est l'adresse du futur gratte-ciel américain dont la construction est en attente sur le site du World Trade Center, à New York.
Aussi connu sous le nom de World Trade Center Tower 2, il devait initialement être haut de 382 mètres (1 254 pieds), 411 mètres (1 350 pieds) si l'on compte l’élément décoratif au sommet, et comprendre 88 étages, pour devenir, après la One World Trade Center, le deuxième plus haut gratte-ciel de New York, en dépassant l'Empire State Building. Il fait partie du projet de revitalisation de Lower Manhattan. Peu après le début des travaux, la construction de la tour est mise à l'arrêt au stade des fondations, faute d'un contrat d'occupation qui assurerait le financement du reste de sa construction.

## Histoire
En mai 2015, les deux entreprises médiatiques de Rupert Murdoch, la 21st Century Fox et News Corp signent une lettre d'intention avec le promoteur Larry Silverstein pour déménager dans la tour en attente de construction, mais ils demandent que le dessin original de Norman Foster, une tour surmontée de quatre « diamants » soit abandonné afin d'avoir l'espace pour installer des plateaux de télévision. Le nouveau dessin est confié à l'architecte danois Bjarke Ingels et ce dernier présente son projet en juin 2015 : une série de « blocs » décalés, empilés les uns sur les autres. Cependant, en janvier 2016, Murdoch annonce qu'il renonce à ce projet. Silverstein se montre dès lors certain qu'il trouvera d'autres clients pour réserver des espaces dans cette tour et permettre le lancement de sa construction, toujours selon le dessin de Bjarke Ingels. Fin 2017, la Deutsche Bank annonce avoir développé des plans pour la construction de la tour d'ici 2022 quand l'entreprise aura périmé l'utilisation de son siège social, mais elle doit choisir entre le 2 WTC et un bâtiment de l'autre grand projet immobilier en cours à Manhattan, le 50 Hudson Yards. Finalement, en mai 2018, le Deutsche Bank annonce qu'elle choisit le Centre Time Warner à Columbus Circle pour sa nouvelle implantation

## Galerie

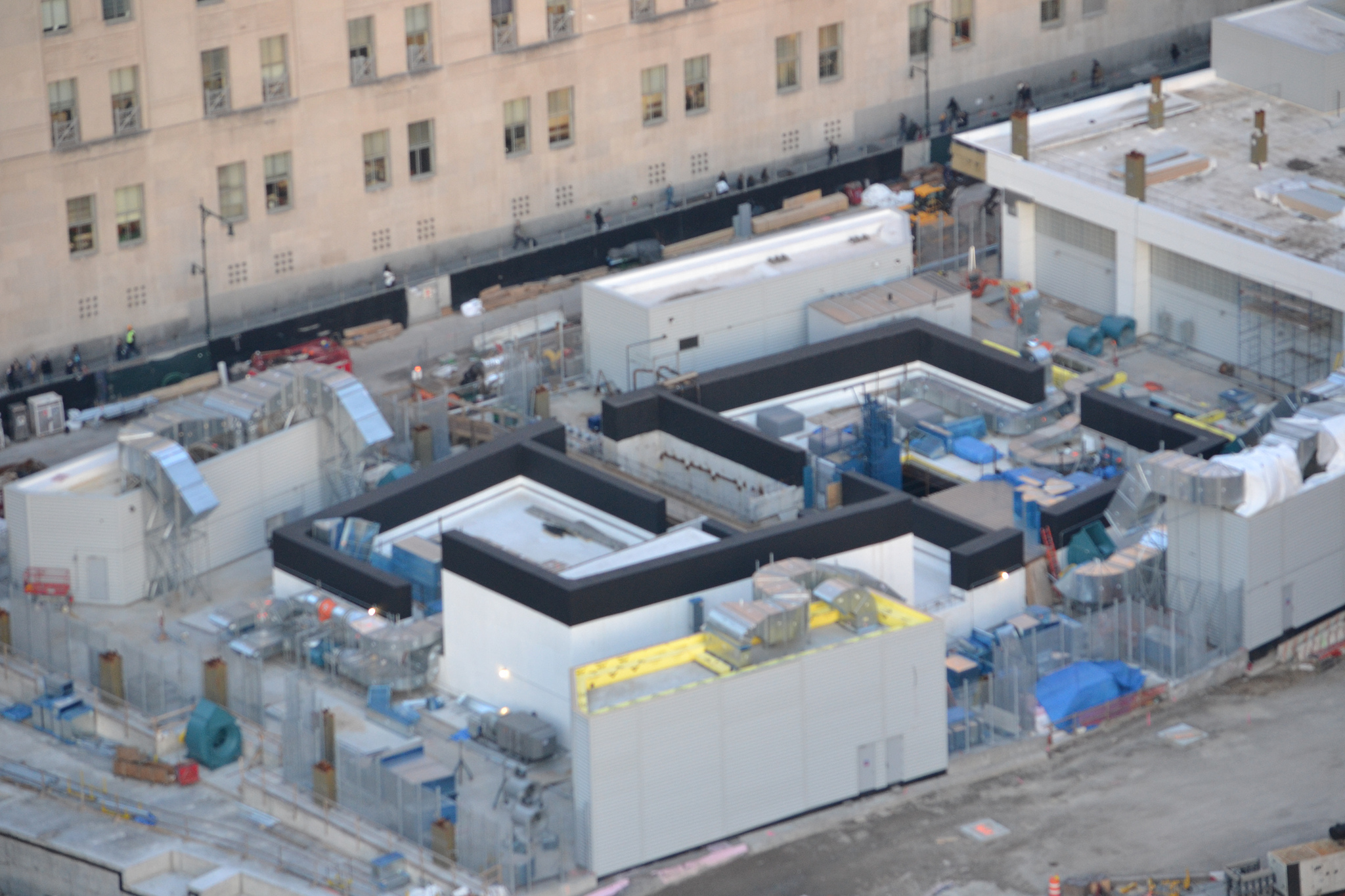
Janvier 2013
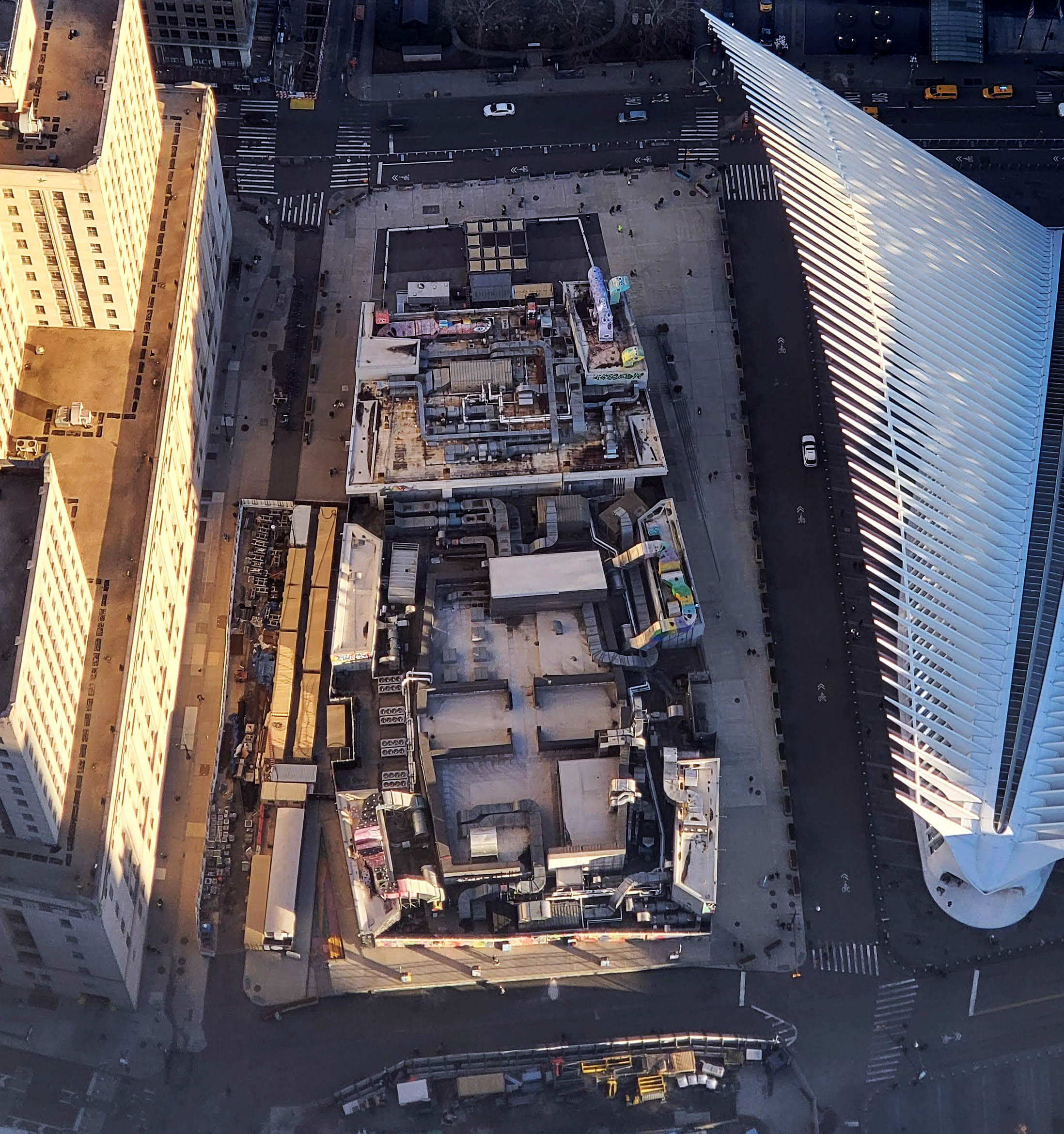
2023

## Autres bâtiments du complexe
Cinq autres buildings, en plus du 2 WTC, composeront le nouveau World Trade Center :
- One World Trade Center (Freedom Tower) (construction terminée en 2013) ;
- Three World Trade Center (175 Greenwich Street) (construction terminée en 2018) ;
- Four World Trade Center (150 Greenwich Street) (construction terminée en 2013) ;
- Five World Trade Center (130 Liberty Street) ;
- Seven World Trade Center (construction terminée en 2006).